# Rota Siberiana

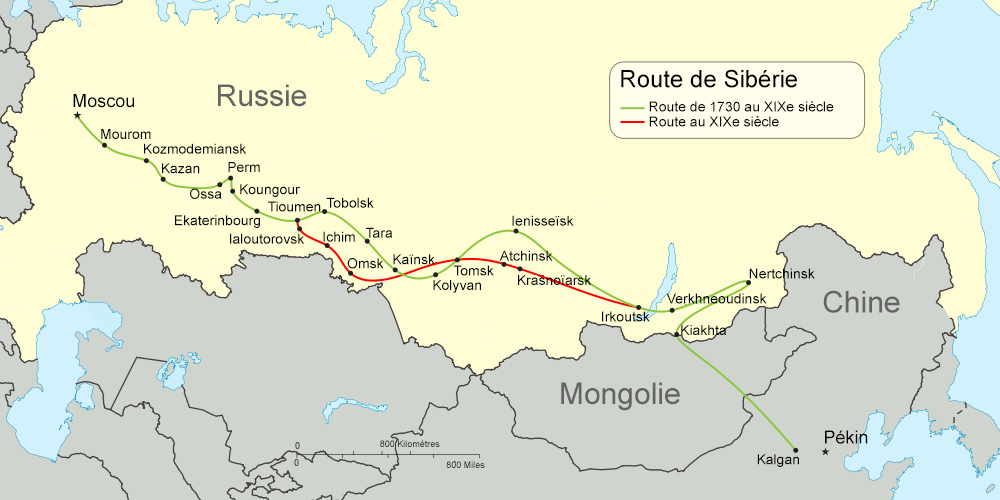
Mapa esquemático da Rota Siberiana (em francês)

A Rota Siberiana (em russo: Сибирский тракт, romanizado: Sibirsky trakt), também conhecida como Rota de Moscou (Московский тракт, Moskovsky trakt) e Grande Rota (Большой тракт, Bolshoi trakt), foi uma rota histórica que ligava a Rússia europeia à Sibéria e China.